# James Hill (réalisateur britannique)
Pour les articles homonymes, voir James Hill et Hill.
James Hill, ou James H. Hill, est un réalisateur, producteur et scénariste anglais, né le 1er août 1919 à Eldwick (en) (Yorkshire de l'Ouest) et mort le 7 octobre 1994 à Londres.

## Filmographie partielle

### Comme réalisateur

#### Au cinéma
- 1960 : Giuseppina (court métrage)
- 1961 : The Kitchen (en)
- 1962 : The Dock Brief (Trial and Error)
- 1964 : The Golden Head (- coréalisé avec Richard Thorpe)
- 1965 : Sherlock Holmes contre Jack l'Éventreur (A Study in Terror)
- 1966 : Born Free
- 1967 : Les Corrompus (Die Hölle von Macao)
- 1969 : Le Capitaine Nemo et la ville sous-marine
- 1970 : The Man from O.R.G.Y.
- 1971 : Prince noir (Black Beauty)

#### À la télévision
- Chapeau melon et bottes de cuir (série télévisée) - Première série, The Avengers (1961-1969) / Seconde série, The New Avengers (1976-1977) :
  - 1965-1966 : saison 4, épisode 5 Le Fantôme du château De'Ath (Castle De'ath) ; épisode 19 La Danse macabre (Quick-Quick Slow Death) ; épisode 26 Du miel pour le prince (Honey for the Prince) ;
  - 1967 : saison 5, épisode 11 Caméra meurtre (Epic) ; épisode 14 Rien ne va plus dans la nursery (Something Nasty in the Nursery) ;
  - 1968, Saison 6, épisode 1 Ne m'oubliez pas (The Forget-Me-Knot) ; épisode 11 Clowneries (Look - (Stop me if you've heard this One) - but there were these Two Fellers...) ;
  - 1976 : saison 1, épisode 7 Pour attraper un rat (To catch a Rat) ; épisode 9 Visages (Faces).

- Amicalement vôtre (série télévisée) :
  - 1971 : épisode 16 Un petit coin tranquille (A Home of One's Own).

## Distinctions
- Oscar du meilleur court métrage documentaire pour Giuseppina